# Rockstar North
Rockstar North (precedentemente DMA Design) è un'azienda britannica sviluppatrice di videogiochi fondata nel 1987 con sede a Edimburgo, in Scozia.
È una sussidiaria di Rockstar Games.

## Storia

### La creazione
La società fu fondata da David Jones a Dundee nel 1987. Nel 1988 venne siglato un accordo con la società britannica Psygnosis per la pubblicazione dei videogiochi sviluppati da DMA. Il primo videogioco sviluppato è stato Menace.
Il primo maggior successo di DMA Design fu il videogioco Lemmings, originariamente pubblicato nel 1991 per Amiga, che divenne un successo commerciale con più di 15 milioni di copie vendute, ricevendo numerosi porting per altre piattaforme e ispirando la creazione di diversi cloni. Il successo del gioco portò la società a sviluppare numerosi seguiti nel corso degli anni.

### Le prime collaborazioni e l'acquisizione da parte di Gremlin Interactive
A seguito dell'acquisizione di Psygnosis da parte di Sony nel 1993, DMA Design avviò una collaborazione con Nintendo che portò alla pubblicazione, nel 1994, del videogioco Unirally per SNES. Il successo di Unirally spinse Nintendo ad offrire la possibilità di pubblicare un videogioco DMA come titolo di lancio per l'imminente Nintendo 64, la società sviluppo quindi Body Harvest ma, a seguito di diverse questioni con Nintendo riguardante i contenuti, il gioco fu rimandato più volte fino al totale abbandono del titolo da parte di Nintendo stessa. Il videogioco fu in seguito pubblicato solo nel settembre 1998 da Midway Games in Nord America e da Gremlin Interactive in Europa.
Nell'ottobre 1997 viene rilasciato Grand Theft Auto che, nonostante le numerose critiche riguardanti i contenuti violenti presenti all'interno, diviene un nuovo successo commerciale per DMA che portò subito all'inizio dei lavori per un seguito, Grand Theft Auto II, pubblicato nel 1999. Sempre nel 1997, DMA Design viene acquisita da Gremlin Interactive, che a sua volta, nel 1999, viene acquisita dalla francese Infogrames per 24 milioni di sterline (40 milioni di dollari).
A seguito dell'acquisizione di Gremlin Interactive, DMA Design venne venduta da Infogrames a Take Two Interactive che affidò la società alla sua neonata sussidiaria Rockstar Games. Un nuovo studio venne aperto a Edimburgo e sotto la nuova amministrazione cominciarono i lavori per Grand Theft Auto III, che fu rilasciato nell'ottobre 2001 per PlayStation 2 e, in seguito, per Microsoft Windows e Xbox.

### Gli anni 2000 ed il cambio di nome

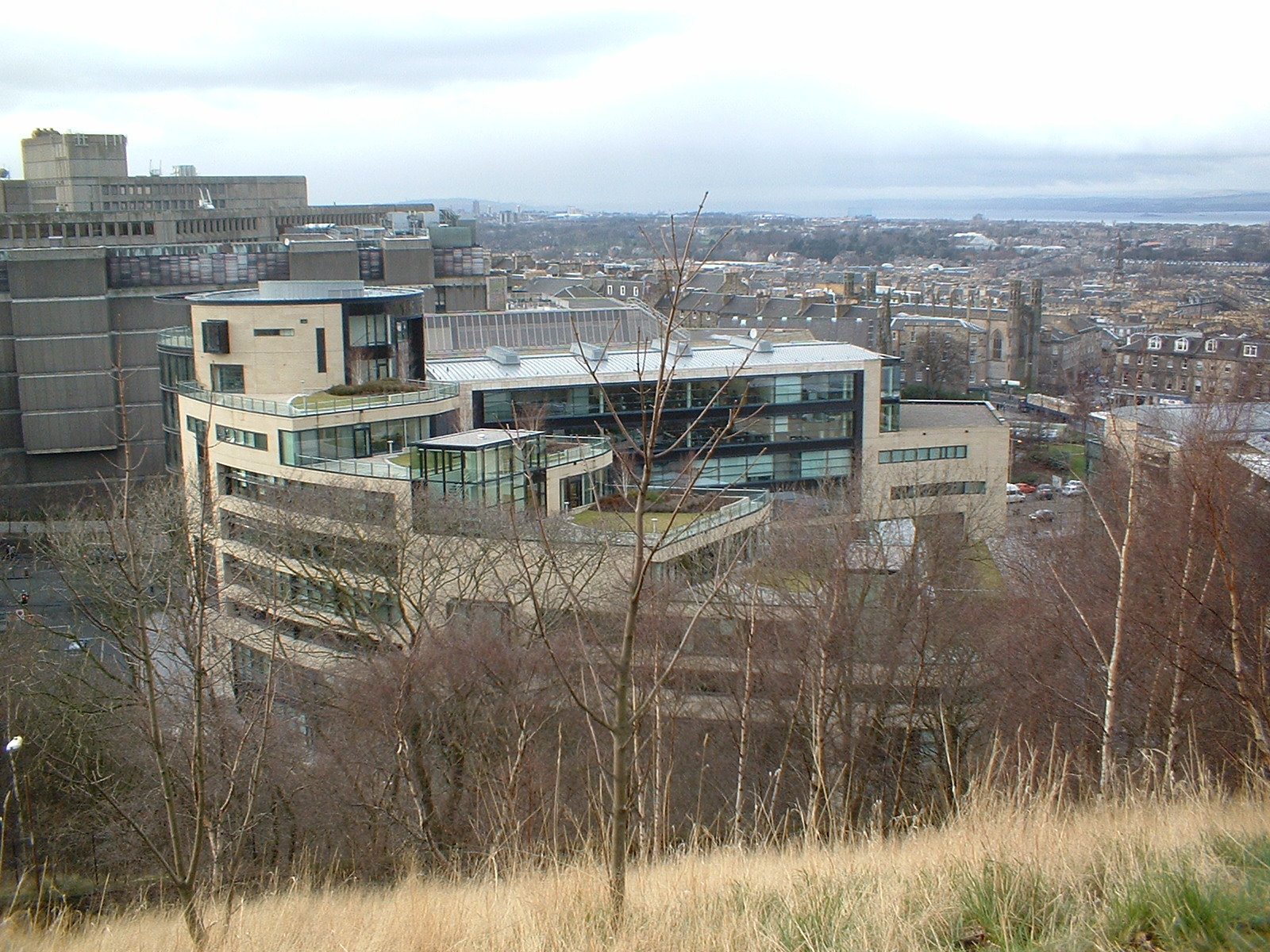
L'edificio in cui si trovano gli uffici di Rockstar North, a Edimburgo

Nel marzo 2002 fu annunciato il cambio di nome da DMA Design a Rockstar Studios. A maggio dello stesso anno il nome fu cambiato di nuovo in Rockstar North. Il nuovo nome, seppur comparendo per la prima volta nelle versioni successive di GTA III per PlayStation 2 e nelle versioni PC e Xbox, fu usato per la prima volta nel seguito Grand Theft Auto: Vice City.
Negli anni successivi, la società continua il suo impegno verso la serie Grand Theft Auto: Un capitolo della serie per Game Boy Advance, Grand Theft Auto Advance, viene sviluppato da Digital Eclipse e pubblicato nel 2004 da Rockstar Games. Nello stesso anno, viene rilasciato Grand Theft Auto: San Andreas e in seguito, in collaborazione con Rockstar Leeds, vengono sviluppati tre capitoli per console portatili di settima generazione: Grand Theft Auto: Liberty City Stories nel 2005, Grand Theft Auto: Vice City Stories nel 2006 e Grand Theft Auto: Chinatown Wars nel 2009.
Nel 2008 viene rilasciato Grand Theft Auto IV, il primo ad utilizzare il nuovo motore grafico RAGE di proprietà di Rockstar Games. Seguono due espansioni: The Lost and Damned e The Ballad of Gay Tony nel 2009 e il seguito Grand Theft Auto V nel 2013.

## Videogiochi prodotti

### Come DMA Design
| Videogioco                   | Anno di pubblicazione | Piattaforme                                                                                   | Note |
| ---------------------------- | --------------------- | --------------------------------------------------------------------------------------------- | --- |
| Menace                       | 1988                  | MS-DOS, Amiga, Atari ST, Commodore 64                                                         | |
| Ballistix                    | 1989                  | MS-DOS, Commodore 64                                                                          | Originariamente sviluppato da Reflections Interactive per Amiga e Atari ST                                                                                         |
| Blood Money                  | 1989                  | MS-DOS, Amiga, Atari ST, Commodore 64                                                         | |
| Shadow of the Beast          | 1989                  | MS-DOS, Commodore 64, TurboGrafx-16                                                           | Originariamente sviluppato da Reflections Interactive per Amiga |
| Lemmings                     | 1991                  | MS-DOS, Amiga, Atari ST più altri porting per numerose altre piattaforme nel corso degli anni | |
| Oh No! More Lemmings!        | 1991                  | MS-DOS, Amiga, Atari ST, Acorn Archimedes, Mac OS, SAM Coupé                                  | Espansione di Lemmings |
| Walker                       | 1993                  | Amiga                                                                                         | |
| Hired Guns                   | 1993                  | MS-DOS, Amiga                                                                                 | |
| Christmas Lemmings 1993      | 1993                  | MS-DOS, OS/2, Amiga                                                                           | Espansione di Lemmings, pubblicata come Holiday Lemmings 1993 in Nord America                                                                                      |
| Lemmings 2: The Tribes       | 1993                  | MS-DOS, Amiga, Atari ST, Acorn Archimedes, FM Towns, Game Boy, SNES, Sega Mega Drive          | |
| All New World of Lemmings    | 1994                  | MS-DOS, OS/2, Amiga                                                                           | Pubblicato come The Lemmings Chronicles in Nord America |
| Christmas Lemmings 1994      | 1994                  | MS-DOS, OS/2, Amiga                                                                           | Espansione di Lemmings, pubblicato come Holiday Lemmings 1994 in Nord America                                                                                      |
| Unirally                     | 1994                  | SNES                                                                                          | Collaborazione con Nintendo of America, pubblicato come Uniracers in Nord America                                                                                  |
| Grand Theft Auto             | 1997                  | MS-DOS, Microsoft Windows, PlayStation, Game Boy Color                                        | Portato su Game Boy Color da Tarantula Studios |
| Body Harvest                 | 1998                  | Nintendo 64                                                                                   | |
| Space Station Silicon Valley | 1998                  | PlayStation, Nintendo 64, Game Boy Color                                                      | Portato su Game Boy Color da Tarantula Studios. Rinominato in Evo's Space Adventures su PlayStation                                                                |
| Tanktics                     | 1998                  | MS-DOS, Microsoft Windows                                                                     | |
| Wild Metal Country           | 1999                  | Microsoft Windows, Dreamcast                                                                  | Rinominato in Wild Metal su Dreamcast |
| Grand Theft Auto II          | 1999                  | Microsoft Windows, PlayStation, Dreamcast, Game Boy Color                                     | Portato su Game Boy Color da Tarantula Studios |
| Grand Theft Auto III         | 2001                  | PlayStation 2, Microsoft Windows, Xbox, iOS, Android                                          | Portato su Xbox da Neo Software Produktions, le versioni Microsoft Windows e Xbox e alcune versioni per PlayStation 2 successive sono accreditate a Rockstar North |

### Come Rockstar North
| Videogiochi                                 | Anno di pubblicazione | Piattaforme                                                                                  | Note                                                                                |
| ------------------------------------------- | --------------------- | -------------------------------------------------------------------------------------------- | ----------------------------------------------------------------------------------- |
| Grand Theft Auto: Vice City                 | 2002                  | PlayStation 2, Microsoft Windows, Xbox, iOS, Android                                         | Portato su Xbox da Neo Software Produktions                                         |
| Manhunt                                     | 2003                  | PlayStation 2, Microsoft Windows, Xbox                                                       |                                                                                     |
| Grand Theft Auto: San Andreas               | 2004                  | PlayStation 2, Microsoft Windows, Xbox, iOS, Android                                         |                                                                                     |
| Grand Theft Auto: Liberty City Stories      | 2005                  | PlayStation Portable, PlayStation 2, iOS, Android                                            | Collaborazione con Rockstar Leeds                                                   |
| Grand Theft Auto: Vice City Stories         | 2006                  | PlayStation Portable, PlayStation 2                                                          | Collaborazione con Rockstar Leeds                                                   |
| Grand Theft Auto IV                         | 2008                  | PlayStation 3, Xbox 360, Microsoft Windows                                                   | Portato su Microsoft Windows da Rockstar Toronto                                    |
| Grand Theft Auto IV: The Lost and Damned    | 2009                  | PlayStation 3, Xbox 360, Microsoft Windows                                                   | Espansione di Grand Theft Auto IV, portato su Microsoft Windows da Rockstar Toronto |
| Grand Theft Auto: Chinatown Wars            | 2009                  | Nintendo DS, PlayStation Portable, iOS, Android                                              | Collaborazione con Rockstar Leeds                                                   |
| Grand Theft Auto IV: The Ballad of Gay Tony | 2009                  | PlayStation 3, Xbox 360, Microsoft Windows                                                   | Espansione di Grand Theft Auto IV, portato su Microsoft Windows da Rockstar Toronto |
| Max Payne 3                                 | 2012                  | PlayStation 3, Xbox 360, Microsoft Windows                                                   | Come parte di Rockstar Studios                                                      |
| Grand Theft Auto V                          | 2013                  | PlayStation 3, Xbox 360, PlayStation 4, Xbox One, PlayStation 5, Xbox X/S, Microsoft Windows |                                                                                     |